# Salvirola
Salvirola é uma comuna italiana da região da Lombardia, província de Cremona, com cerca de 933 habitantes. Estende-se por uma área de 7 km², tendo uma densidade populacional de 133 hab/km². Faz fronteira com Cumignano sul Naviglio, Fiesco, Izano, Romanengo, Ticengo, Trigolo.

## Demografia
| Variação demográfica do município entre 1861 e 2011                               |
|                                                                                   |
| Fonte: Istituto Nazionale di Statistica (ISTAT) - Elaboração gráfica da Wikipedia |